# Испания на зимних Олимпийских играх 2014
Испания принимала участие в зимних Олимпийских играх 2014 года, которые проходили в Сочи, Россия с 7 по 23 февраля.

## Состав и результаты олимпийской сборной Испании

### Биатлон
Мужчины
| Соревнование         | Спортсмены  | Стрельба          | Время   | Место |
| -------------------- | ----------- | ----------------- | ------- | ----- |
| Спринт               | Виктор Лобо | 4 (4 + 0)         | 28:53,3 | 84    |
| Индивидуальная гонка | Виктор Лобо | 3 (0 + 2 + 0 + 1) | 57:22,8 | 72    |

Женщины
| Соревнование         | Спортсмены       | Стрельба          | Время   | Место |
| -------------------- | ---------------- | ----------------- | ------- | ----- |
| Спринт               | Виктория Падьяль | 1 (0 + 1)         | 23:21,5 | 52    |
| Гонка преследования  | Виктория Падьяль | 2 (1 + 0 + 0 + 1) | 34:30,3 | 46    |
| Индивидуальная гонка | Виктория Падьяль | 3 (1 + 0 + 1 + 1) | 50:48,5 | 54    |

### Горнолыжный спорт
Мужчины
| Соревнование      | Спортсмены        | Скоростной спуск/ 1 спуск | Скоростной спуск/ 1 спуск | Слалом/ 2 спуск | Слалом/ 2 спуск | Всего   | Место |
| Соревнование      | Спортсмены        | Время                     | Место                     | Время           | Место           | Всего   | Место |
| ----------------- | ----------------- | ------------------------- | ------------------------- | --------------- | --------------- | ------- | ----- |
| Скоростной спуск  | Паул де ла Куэста |                           |                           |                 |                 | 2:09,46 | 28    |
| Скоростной спуск  | Ферран Терра      |                           |                           |                 |                 | 2:11,43 | 34    |
| Суперкомбинация   | Паул де ла Куэста | 1:56,22                   | 26                        | 55,84           | 23              | 2:52,06 | 22    |
| Суперкомбинация   | Ферран Терра      | 1:57,23                   | 34                        | 56,31           | 26              | 2:53,54 | 25    |
| Супергигант       | Паул де ла Куэста |                           |                           |                 |                 | DNF     | DNF   |
| Супергигант       | Ферран Терра      |                           |                           |                 |                 | DSQ     | DSQ   |
| Гигантский слалом | Пол Каррерас      | DNF                       | DNF                       | DNF             | DNF             | DNF     | DNF   |
| Гигантский слалом | Паул де ла Куэста | 1:27,13                   | 45                        | 1:26,13         | 33              | 2:53,26 | 36    |
| Гигантский слалом | Алекс Пуэнте      | DNF                       | DNF                       | DNF             | DNF             | DNF     | DNF   |
| Гигантский слалом | Ферран Терра      | DNF                       | DNF                       | DNF             | DNF             | DNF     | DNF   |
| Слалом            | Пол Каррерас      | DNF                       | DNF                       | DNF             | DNF             | DNF     | DNF   |
| Слалом            | Алекс Пуэнте      | 53,73                     | 48                        | 1:05,72         | 32              | 1:59,45 | 32    |

Женщины
| Соревнование     | Спортсмены             | Скоростной спуск/ 1 спуск | Скоростной спуск/ 1 спуск | Слалом/ 2 спуск | Слалом/ 2 спуск | Всего | Место |
| Соревнование     | Спортсмены             | Время                     | Место                     | Время           | Место           | Всего | Место |
| ---------------- | ---------------------- | ------------------------- | ------------------------- | --------------- | --------------- | ----- | ----- |
| Скоростной спуск | Каролина Руис Кастильо |                           |                           |                 |                 | DNF   | DNF   |
| Супергигант      | Каролина Руис Кастильо |                           |                           |                 |                 | DNF   | DNF   |

### Лыжные гонки
Мужчины
Дистанционные гонки
| Соревнование              | Спортсмены              | Результат | Место |
| ------------------------- | ----------------------- | --------- | ----- |
| 15 км классическим стилем | Хавьер Гутьеррес Куэвас | 43:43,9   | 63    |
| 15 км классическим стилем | Иманоль Рохо            | 42:45,4   | 50    |
| Скиатлон 15+15 км         | Хавьер Гутьеррес Куэвас | 1:16:01,0 | 58    |
| Скиатлон 15+15 км         | Иманоль Рохо            | 1:13:40,4 | 50    |
| Масс-старт 50 км          | Хавьер Гутьеррес Куэвас | 1:53:02,5 | 47    |
| Масс-старт 50 км          | Иманоль Рохо            | 1:49:21,9 | 33    |

Спринт
| Соревнование | Спортсмены   | Квалификация | Квалификация | Четвертьфинал | Четвертьфинал | Полуфинал | Полуфинал | Финал     | Финал     | Итоговое место |
| Соревнование | Спортсмены   | Результат    | Место        | Результат     | Место         | Результат | Место     | Результат | Место     | Итоговое место |
| ------------ | ------------ | ------------ | ------------ | ------------- | ------------- | --------- | --------- | --------- | --------- | -------------- |
| Спринт       | Иманоль Рохо | 3:48,44      | 60           | Не прошёл     | Не прошёл     | Не прошёл | Не прошёл | Не прошёл | Не прошёл | 60             |

Женщины
Дистанционные гонки
| Соревнование              | Спортсмены      | Результат | Место |
| ------------------------- | --------------- | --------- | ----- |
| 10 км классическим стилем | Лаура Орге Вила | 30:48,0   | 28    |
| Скиатлон 7,5+7,5 км       | Лаура Орге Вила | 40:46,5   | 25    |
| Масс-старт 30 км          | Лаура Орге Вила | 1:12:37,3 | 10    |

### Скелетон
Мужчины
| Соревнование | Спортсмены               | 1 заезд   | 1 заезд | 2 заезд   | 2 заезд | 3 заезд   | 3 заезд | 4 заезд                       | 4 заезд                       | Итоговый результат | Итоговое место |
| Соревнование | Спортсмены               | Результат | Место   | Результат | Место   | Результат | Место   | Результат                     | Место                         | Итоговый результат | Итоговое место |
| ------------ | ------------------------ | --------- | ------- | --------- | ------- | --------- | ------- | ----------------------------- | ----------------------------- | ------------------ | -------------- |
| Мужчины      | Андер Мирамбель-и-Виньас | 58.58     | 26      | 58.72     | 26      | 58.80     | 26      | Не прошел в финальную попытку | Не прошел в финальную попытку | 2:56.10            | 26             |

### Сноуборд
Хафпайп
| Соревнование | Спортсмены               | Квалификация | Квалификация | Квалификация | Полуфинал | Полуфинал | Полуфинал | Финал   | Финал   | Финал |
| Соревнование | Спортсмены               | 1 спуск      | 2 спуск      | Место        | 1 спуск   | 2 спуск   | Место     | 1 спуск | 2 спуск | Место |
| ------------ | ------------------------ | ------------ | ------------ | ------------ | --------- | --------- | --------- | ------- | ------- | ----- |
| Женщины      | Кераль Кастельет Ибаньес | 93.25        | 52.00        | 2 Кв в финал | BYE       | BYE       | BYE       | 61.75   | 55.25   | 11    |

Бордеркросс
| Соревнование | Спортсмены      | Квалификация | Квалификация | 1/8 финала | Четвертьфинал | Полуфинал | Финал | Место |
| Соревнование | Спортсмены      | Результат    | Место        | 1/8 финала | Четвертьфинал | Полуфинал | Финал | Место |
| ------------ | --------------- | ------------ | ------------ | ---------- | ------------- | --------- | ----- | ----- |
| Мужчины      | Лукас Эгибар    |              |              |            |               |           |       |       |
| Мужчины      | Рехино Эрнандес |              |              |            |               |           |       |       |
| Мужчины      | Ларо Эрреро     |              |              |            |               |           |       |       |

### Фигурное катание
| Соревнование              | Спортсмены                              | Короткая программа | Короткая программа | Произвольная программа | Произвольная программа | Всего            | Всего            |
| Соревнование              | Спортсмены                              | Сумма баллов       | Место              | Сумма баллов           | Место                  | Сумма баллов     | Место            |
| ------------------------- | --------------------------------------- | ------------------ | ------------------ | ---------------------- | ---------------------- | ---------------- | ---------------- |
| Мужское одиночное катание | Хавьер Фернандес Лопес                  | 86.98              | 3                  | 166.94                 | 5                      | 253.92           | 4                |
| Мужское одиночное катание | Хавьер Райа Буэначе                     | 59.76              | 25                 | Не прошел дальше       | Не прошел дальше       | Не прошел дальше | Не прошел дальше |
| Танцы на льду             | Сара Уртадо Мартин / Адрия Диас Брончуд | 58.58              | 12                 | 88.39                  | 13                     | 146.97           | 13               |

### Фристайл
Хафпайп
| Соревнование | Спортсмены    | Квалификация | Квалификация | Квалификация | Квалификация | Финал     | Финал     | Финал     | Финал     |
| Соревнование | Спортсмены    | 1 попытка    | 2 попытка    | Лучшая       | Место        | 1 попытка | 2 попытка | Лучшая    | Место     |
| ------------ | ------------- | ------------ | ------------ | ------------ | ------------ | --------- | --------- | --------- | --------- |
| Женщины      | Катя Гриффитс | 54.40        | 56.60        | 56.60        | 16           | Не прошла | Не прошла | Не прошла | Не прошла |